# Rodoanel Mário Covas
De Rodoanel Governador Mário Covas (SP-21) of de Rodoanel Metropolitane de São Paulo of kortweg Rodoanel is een ringweg autosnelweg, die reeds gedeeltelijk gebouwd is rond de agglomeratie van São Paulo.
Bij oplevering zal de ringweg een lengte hebben van 172 km, in een straal van ongeveer 23 km rond het stadscentrum. De weg is genoemd naar Mário Covas (1930-2001), burgemeester van de stad São Paulo (1983-1985) en gouverneur van de staat São Paulo (1994-1998/1998-2001).
Momenteel is enkel het Westelijke deel gebouwd. Dit stuk maakt de verbinding tussen de snelwegen Anhanguera (SP-330), Bandeirantes (SP-348), Castelo Branco (SP-280), Raposo Tavares (SP-270) en Régis Bittencourt (BR-116).
Bij de oplevering, geschat in 2018 (oorspronkelijk gepland in 2007) zal het ook een verbinding maken tussen de snelwegen Imigrantes (SP-160) en Anchieta (SP-150) - (Zuidelijk deel), Dutra (BR-116), Fernão Dias (BR-381) en Ayrton Senna (SP-70) - (Oostelijke deel). Daarnaast zullen ook een aantal kleinere snelwegen op de ringweg aangesloten worden.
Op 15 september 2006, kondigde de gouverneur de start aan van de bouw van het belangrijke zuidelijke deel, die een corridor moet vormen voor de 250,000 vrachtwagens die per maand door São Paulo rijden, op weg naar de haven van Santos. Er wordt geschat dat de bouw 5 jaar zal duren, hoofdzakelijk door moeilijk terrein. Er moeten onder andere een aantal dammen en kunstmatige meren aangelegd worden. Momenteel denderen deze vrachtwagens nog allemaal over de Marginal Pinheiros (SP-15) en Marginal Tietê (SP-15).